# 天崎浩二
天崎 浩二（あまさき こうじ、1952年 - ）は、日本の実業家、翻訳家。

## 経歴
鳥取県出身。楽譜輸入販売・レンタル事業を行うミュージック・サプライを経営する傍ら音楽書の翻訳に従事。

## 訳書
- フリッシュ, ウォルター『ブラームス4つの交響曲』音楽之友社、1999年。ISBN 9784276131521。
- シューマン, オイゲーニエ『ブラームスと私』音楽之友社、2004年。ISBN 9784276201798。（関根裕子との共訳）
- ホイベルガー, リヒャルト、フェリンガー, リヒャルト『ブラームスは語る』音楽之友社、2004年。ISBN 9784276201781。（関根裕子との共訳）
- ディートリヒ, アルベルト、ヘンシェル, ジョージ『ヨハネス・ブラームスの思い出』音楽之友社、2004年。ISBN 9784276201774。（関根裕子との共訳）
- カザルス, パブロ、トーベル, ルドルフ・フォン『バッハ《無伴奏チェロ組曲》カザルス解釈版』音楽之友社、2009年。ISBN 9784276144835。
- カーンズ, アントニー『MUSIDOKU』音楽之友社、2010年。ISBN 9784276391017。
- カーンズ, アントニー『MUSIDOKU Opus 2』音楽之友社、2010年。ISBN 9784276391024。
- シャウフラー, ヴォルフガング『マーラーを語る: 名指揮者29人へのインタビュー』音楽之友社、2016年。ISBN 9784276201361。